# Цайц
Цайц (нем. Zeitz) — город в Германии, в земле Саксония-Анхальт.
Входит в состав района Бургенланд. Население составляет 27 601 человек (на 31 декабря 2019 года). Занимает площадь 87,18 км². Официальный код — 15 2 56 100.
Цайц расположен на самом юге федеральной земли Саксония-Анхальт, примерно в 40 км к югу от Лейпцига и в 25 км к северу от Геры. Из-за особенностей рельефа Старый город с его многочисленными культурными памятниками делится на Нижний город на берегу реки Вайсе-Эльстер и Верхний город с церковью св. Михаила и Старой ратушей на возвышенности.
С 1653 по 1718 годы Цайц был столицей герцогства Саксен-Цайц.

## Известные персоналии
- Юлиус фон Пфлуг (1499—1564) — богослов, последний католический епископ Наумбург-Цайца.
- Хаберманн, Иоганн (1516—1590) — немецкий богослов, христианский писатель.
- Фридрих Шмальц (1781—1847) — немецкий и российский учёный в области сельского хозяйства, до 1845 года — профессор сельского хозяйства и технологии в Дерптском университете.
- Анна Магдалена Бах(1701–1760), вторая жена И. С. Баха
- Людвиг фон Хофманн-Цейц  (1832—1895) — немецкий художник.

## Галерея

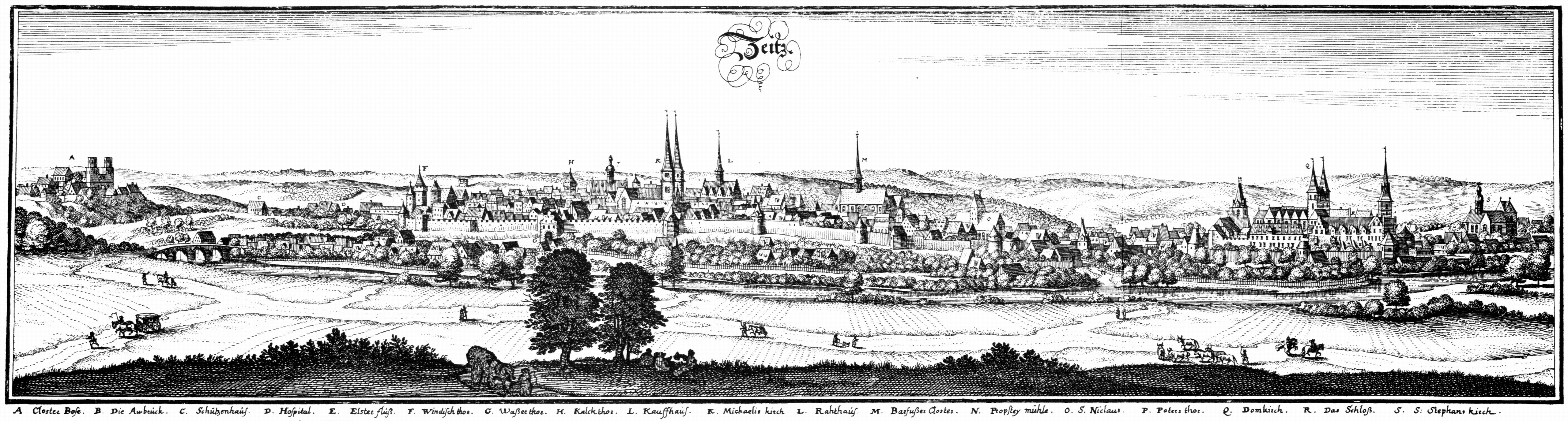
Цайц
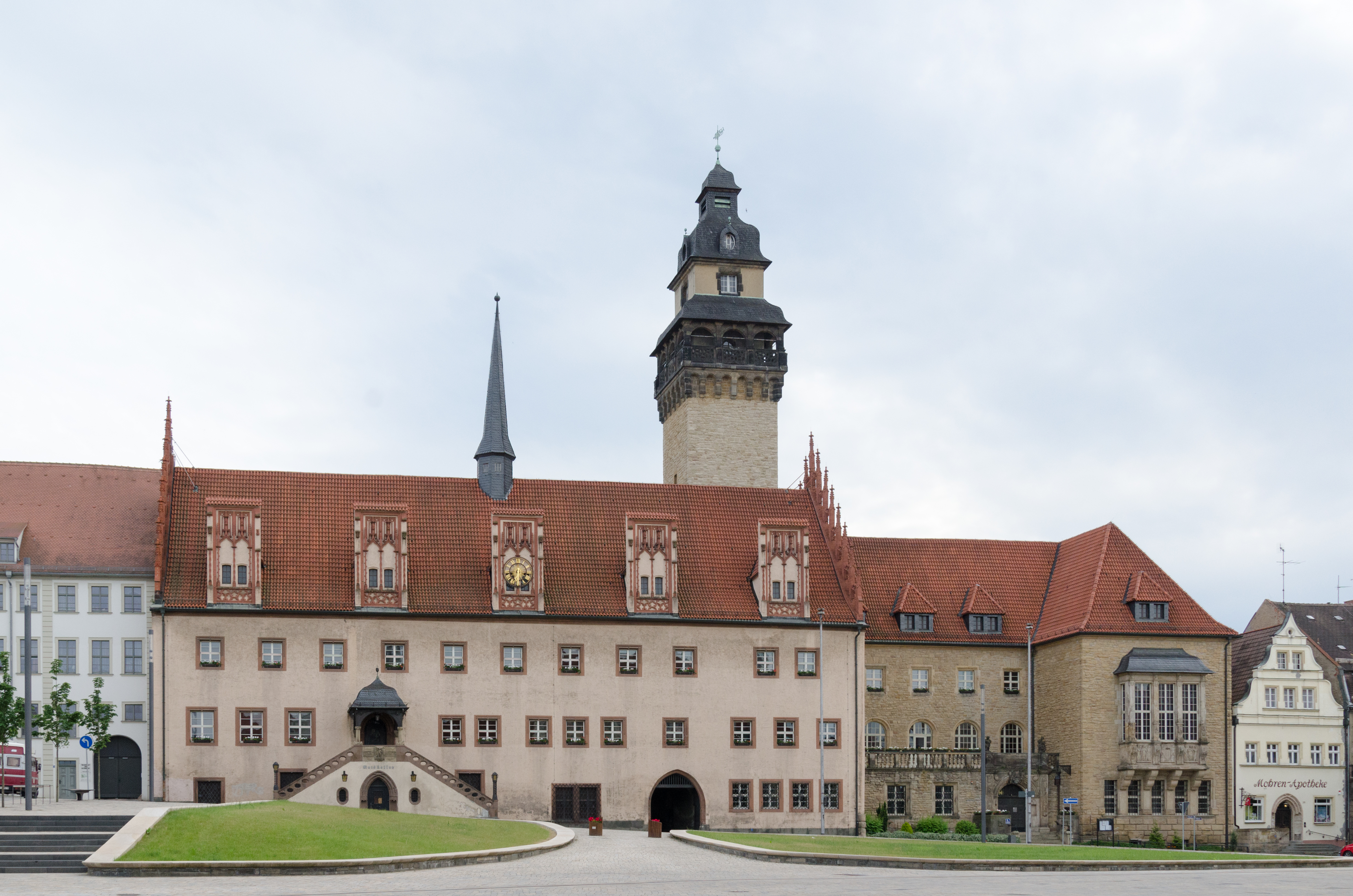
Здание ратуши на Старом рынке
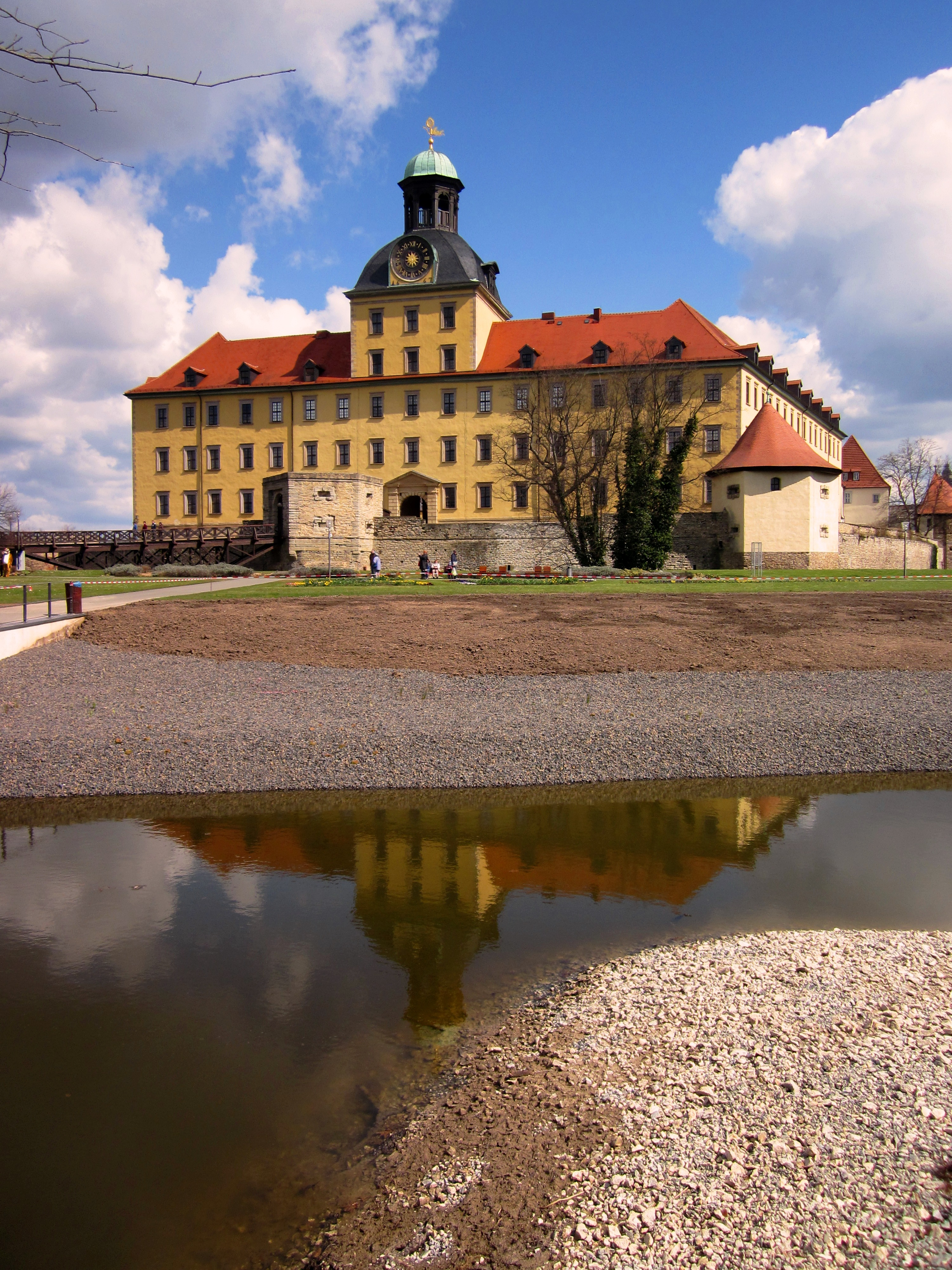
Замок Морицбург
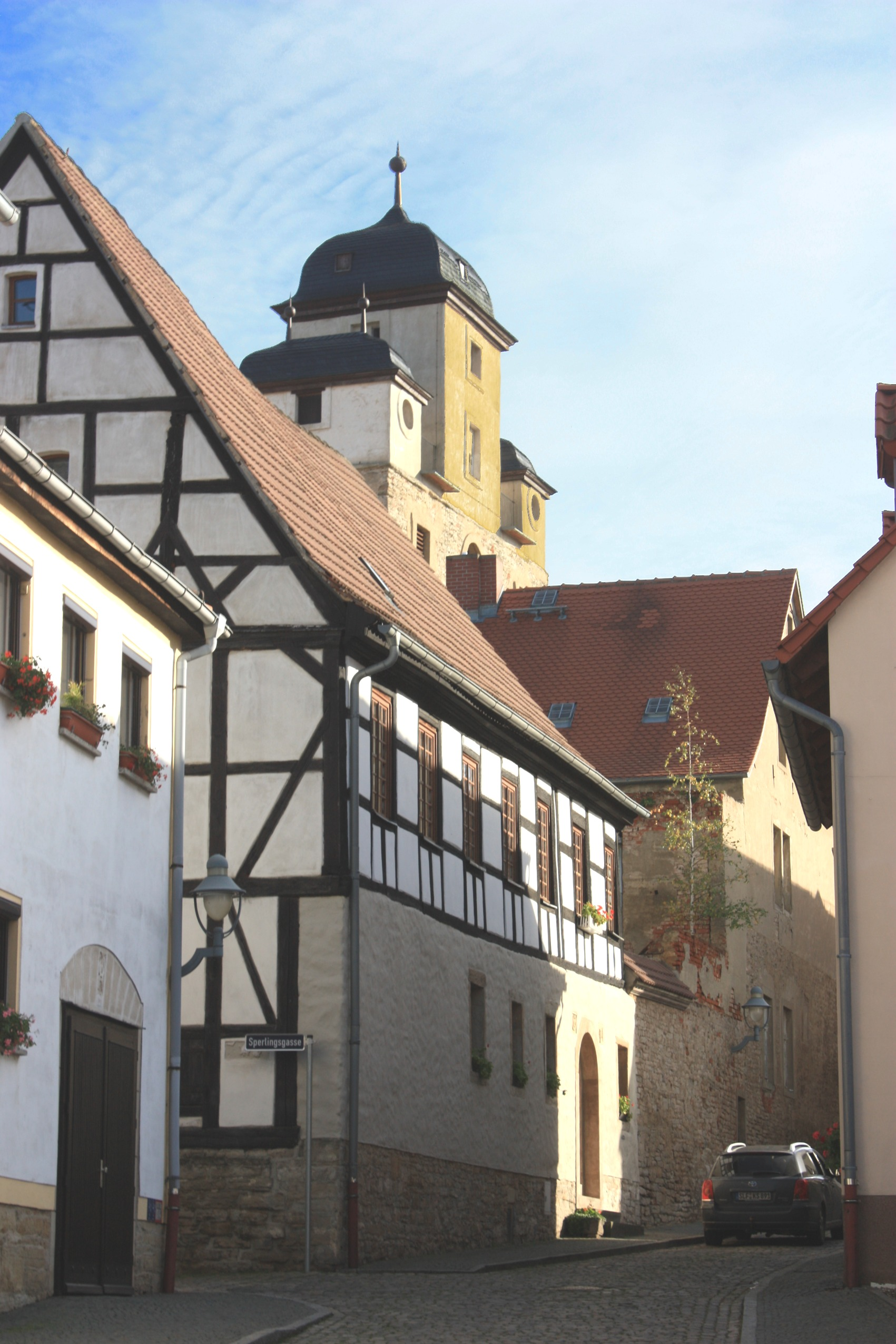
Старинный фахверковый дом на Риттерштрассе и церковь св. Михаила
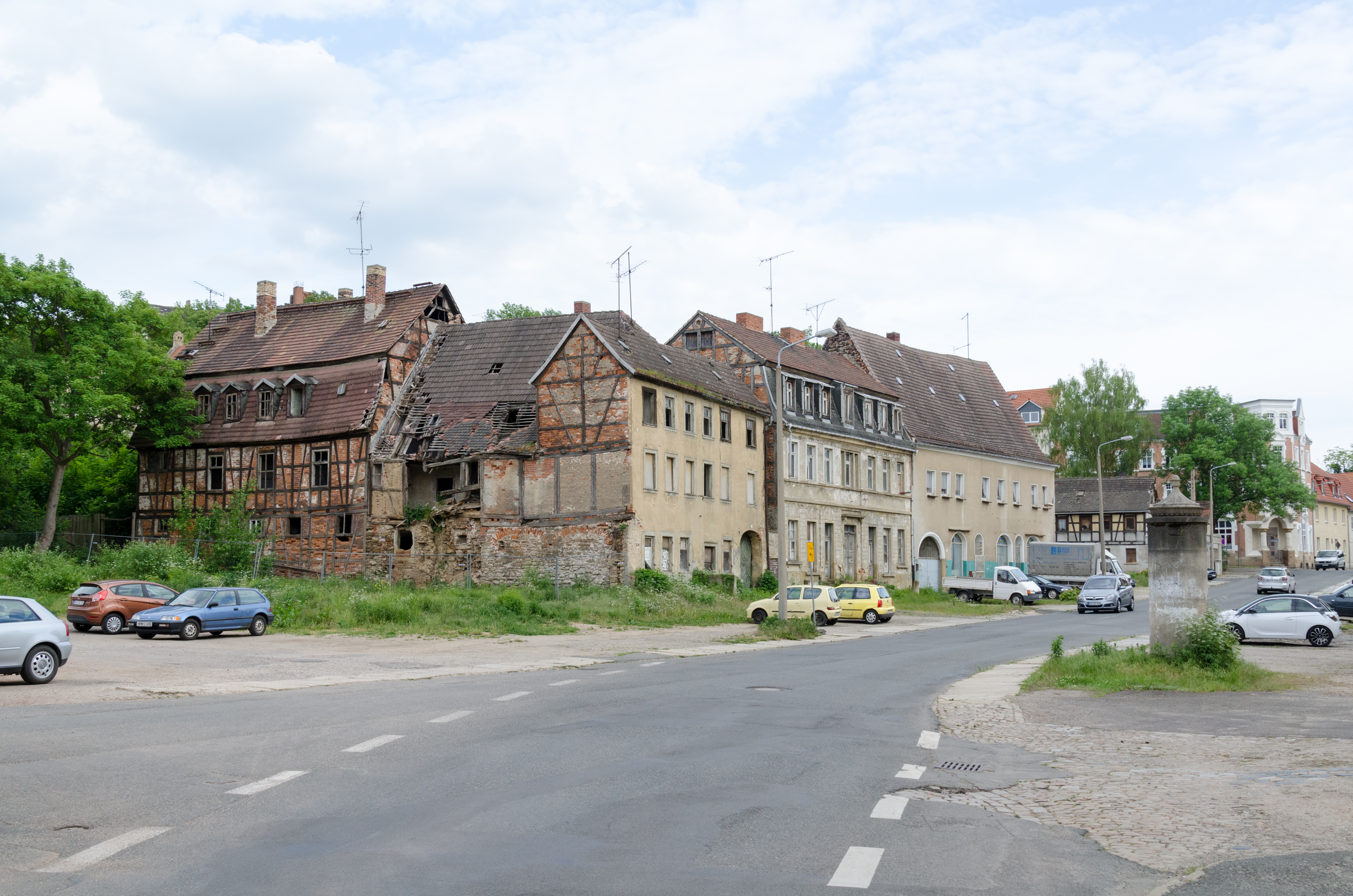
Пустующие здания на улице Брюль